# Heinrich Gran

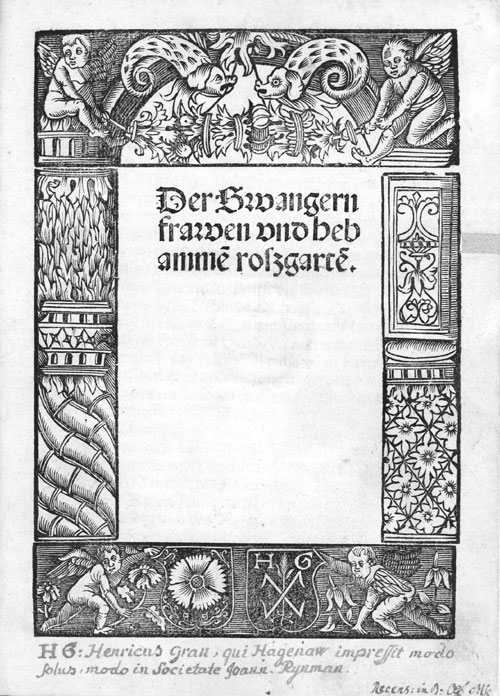
Eucharius Rösslin der Ältere: Der Swangern frawen und Hebamme roszgarte, zweite Auflage gedruckt von Heinrich Gran.

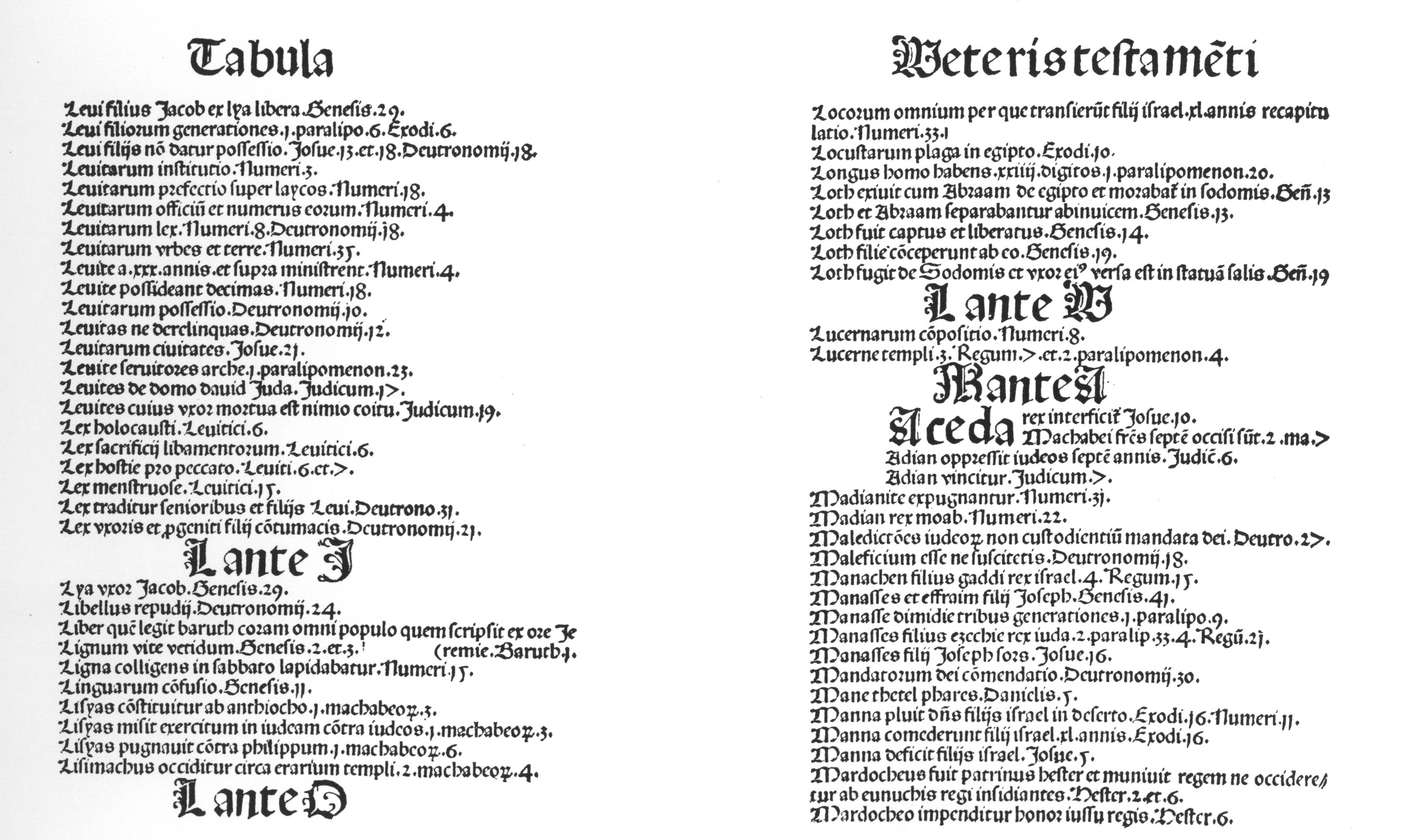
Eine Inkunabel, die 1490 von Heinrich Gran gedruckt wurde: Concordantiae minores Bibliae, fol. 19v und 20r. Schrift: Druck-Rotunda.

Heinrich Gran (französisch Henri Gran; tätig 1489–1527 in Hagenau) war ein deutscher Buchdrucker der Inkunabelzeit. Neben Johannes Mentelin und Heinrich Eggestein gilt er als bedeutendster Pionier des Buchdrucks im Elsass.
Über Grans Leben ist wenig bekannt, außer dass er den Buchdruck in Hagenau einführte, einer Stadt, die damals bedeutender war als heute. Zwischen 1501 und 1527 druckte er 213 Werke hauptsächlich theologischen Inhalts. Viele seiner Druckerzeugnisse waren für den ungarischen Büchermarkt gedacht. Die Hagenauer Stadtbibliothek besitzt einen Fundus von etwa 40 Inkunabeln aus Grans Werkstatt, die mit dem Monogramm „HG“ signiert sind und gelegentlich die Hagenauer Rose aufweisen. Gran scheint gelegentlich in Zusammenarbeit mit dem etwas jüngeren Thomas Anshelm Aufträge ausgeführt zu haben. Gran druckte unter anderem die sogenannten Dunkelmännerbriefe.